# TEO (Sänger)
TEO (eigentlich belarussisch Юрый Вашчук Juryj Waschtschuk, englisch Yuriy Vaschuk; * 24. Januar 1983 in Hidry, Weißrussische SSR, UdSSR) ist ein belarussischer Sänger.

## Karriere
2009 trat TEO erstmals unter seinem bürgerlichen Namen Juryj Waschtschuk zusammen mit Hanna Blahawa (belarussisch Ганна Благава) bei Eurofest 2009, dem belarussischen Vorentscheid zum Eurovision Song Contest 2009, an. Sie scheiterten dort jedoch im Halbfinale.
Am 10. Januar 2014 gewann er die Ausgabe Eurofest 2014 und vertrat Belarus mit dem Titel Cheesecake (zu dt. Käsekuchen) beim Eurovision Song Contest 2014 im dänischen Kopenhagen. Am 8. Mai konnte er sich im zweiten Halbfinale des ESC durchsetzen und trat deshalb auch in der Finalshow auf. Dort erreichte er den 16. Platz.

## Diskografie
Lieder
- 2009: Behind (Hanna Blagawa & Juryj Waschtschuk)
- 2014: Cheesecake